# Esteban Gabriel Merino
Esteban Gabriel Merino (né en 1472 à Santisteban del Puerto  et mort à Rome le 28 juillet 1535) est un cardinal espagnol du XVIe siècle. Il vient d'une famille très modeste.

## Biographie
Esteban Gabriel Merino fait partie du ménage du cardinal Ascanio Sforza à Rome et entre au service des cardinaux Francesco Alidosi et Marco Cornaro et du pape Léon X. Il est nommé archevêque de Bari en 1513. puis évêque de Jaén, sa région natale, en 1523 et ambassadeur de l'empereur auprès du pape Clément VII en 1526. En 1530 il est nommé patriarche des Indes occidentales espagnoles. 
Le pape Clément VII le crée cardinal lors du consistoire du 21 février 1533. Le cardinal Merino est nommé évêque de Gaète et administrateur du diocèse de Bovino en 1535. Il participe  au conclave de 1534, lors duquel Paul III est élu pape.